# Trešnjevica (Arilje)
Trešnjevica (em cirílico: Трешњевица) é uma vila da Sérvia localizada no município de Arilje, pertencente ao distrito de Zlatibor, na região de Stari Vlah. A sua população era de 831 habitantes segundo o censo de 2011.

## Demografia
| 1948 | 1953 | 1961 | 1971 | 1981 | 1991 | 2002 | 2011 |
| ---- | ---- | ---- | ---- | ---- | ---- | ---- | ---- |
| 1366 | 1438 | 1385 | 1222 | 1037 | 991  | 920  | 831  |